# Большое Голубино
Большое Голубино — бывшее село и дворянская усадьба в черте Москвы в современном районе Ясенево.
Местность, по данным археологических раскопок, была заселена уже в XII—XIII веках. С 1619 года усадьбой владел стольник Тимофей Измайлов, брат воеводы Артемия Измайлова, которого в 1634 году казнили, а его брата сослали с семьёй в Казань. В 1653 году, переживший опалу и дождавшийся восстановления в правах, Тимофей Измайлов разделил свою вотчину между детьми на две — так возникли Большое и Малое Голубино.
Усадьба в имении существовала с 1768 года. 
В начале XIX века усадьбой Большое Голубино владел архитектор и инженер, генерал-майор Антон Иванович Герард, выходец из династии инженеров немецкого происхождения (его отцом был тайный советник Иван Герард, один из братьев также был инженером в генеральском чине, другой брат — генерал-майором пехоты). В усадьбе Большое Голубино был в то время не только господский дом, но и великолепные оранжереи, где вызревали подававшиеся к столу фрукты. А. И. Герард также основал один из первых в России сахарных заводов, по производству свекловичного сахара (до этого пользовались дорогим тростниковым). 
После смерти Антона Ивановича Герарда Большим Голубиным владела его жена. Затем имение перешло к ее племяннице — жене генерала от кавалерии Ивана Оффенберга. С 1860-е по 1890-е годы усадьба принадлежала армянину Ивану (Ованесу) Христофоровичу Калантарову (Колонтарову).
У его детей Ивана и Николая Калантаровых в 1890-е годы усадьбу приобрела княгиня Александра Владимировна Трубецкая (1861—1939), урождённая княжна Оболенская, мужем которой был владелец соседнего имения Узкое, Московский губернский предводитель дворянства, князь Пётр Николаевич Трубецкой. В 1917 году княгиня вместе с детьми уехала из  Москвы, впоследствии эмигрировала за границу.
В 1921 году на территории бывшей усадьбы расположился рассадник кормовых трав "Луговой опорный пункт". Для его опытов требовалась свободная земля, поэтому постройки усадьбы, по всей видимости, были утилизированы или разобраны крестьянами на дрова. В 1927 году земли бывшего имения Большое Голубино перешли к одноименной сельскохозяйственной артели, которая просуществовала до коллективизации. 
Память об имении в настоящее время сохранилась только в названии Голубинской улицы, проходящей по ее территории.

## Владельцы усадьбы

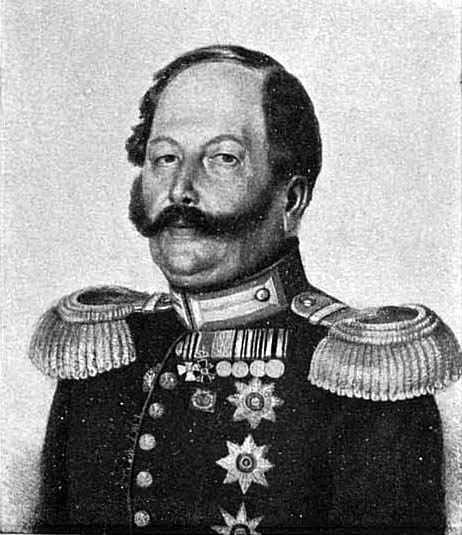
Генерал Иван Петрович Оффенберг.
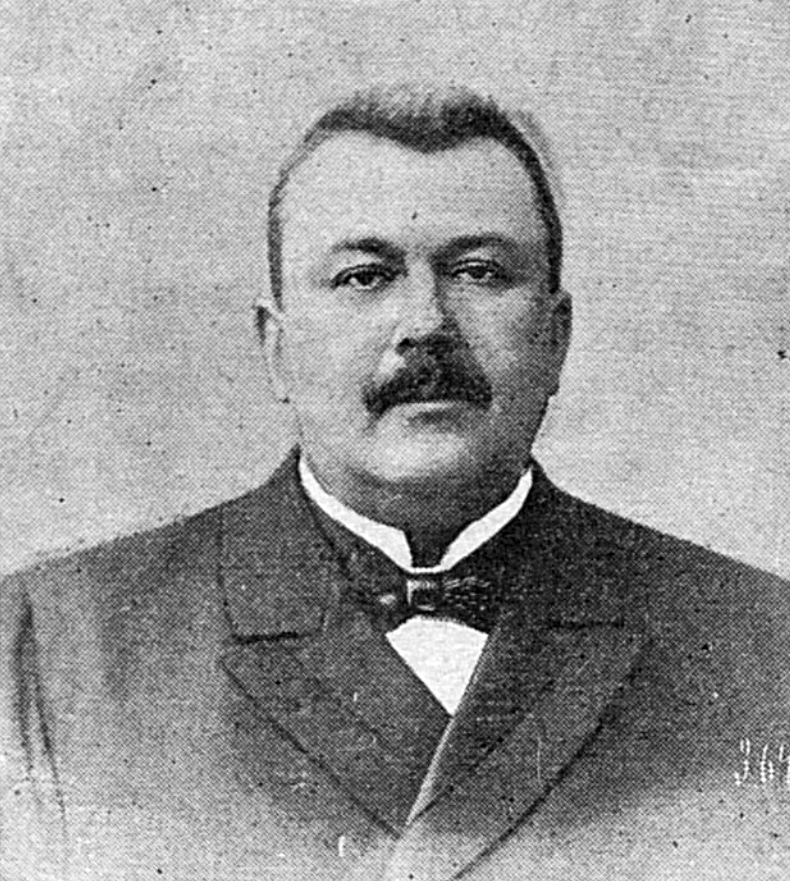
Князь Пётр Николаевич Трубецкой.